# Les Plantiers
Les Plantiers là một xã trong vùng Occitanie. Xã Les Plantiers nằm ở khu vực có độ cao trung bình 416 mét trên mực nước biển.